# Almasel
Almasel falu Romániában, Hunyad megyében.

## Nevének eredete
Almasel nevét 1468-ban említette először oklevél p. Almas néven. Ekkor Illye város birtoka volt. 1808-ban Almás, Almalesd, 1888-ban Almasel néven írták.

## Fekvése
Dévától nyugatra fekvő település.

## Története
A 20. század elején Hunyad vármegye Marosillyei járásához tartozott.
1910-ben 464 lakosa volt, melyből 455 román, 4 magyar volt. Ebből 448 görögkeleti ortodox, 16 római katolikus volt.